# マルコ・サーラ (1999年生のサッカー選手)
マルコ・サーラ（イタリア語: Marco Sala、イタリア語発音: [ˈmarko ˈsaːla]、1999年6月4日 - ）は、イタリア・ロー出身のサッカー選手。コモ1907所属。ポジションはDF。

## クラブ歴
インテルナツィオナーレ・ミラノの下部組織出身で、2018年8月2日にセリエCのUSアレッツォに2年契約での期限付き移籍をし選手となった。同年9月16日に選手初出場を記録した。10月7日の試合ではイエローカードを二枚受けて退場処分となった。同月21日に選手初得点を記録した。クラブを昇格プレーオフに導く活躍を見せたものの、昇格はならなかった。
2019年6月30日にUSサッスオーロ・カルチョに完全移籍。
同年8月6日にセリエB昇格組のヴィルトゥス・エンテッラに1年の期限付き移籍が発表され、11日のコッパ・イタリアでフル出場し移籍後初出場となった。24日の試合でフル出場した事によってセリエB初出場となった.。
翌2020年9月26日にセリエBのS.P.A.L.に1年の期限付き移籍。同月30日にコッパ・イタリアで移籍後初出場を記録した。リーグでは10月3日の試合でマルコ・ダレッサンドロに代わって投入されて初出場を記録した。
2021年8月17日にセリエBのFCクロトーネに1年の期限付き移籍。
2022年7月28日、セリエB昇格組のパレルモFCに買い取りオプション及び買い戻しオプション付きの期限付き移籍で加入した。
2023年7月24日、セリエBのコモ1907に移籍した。

## 代表歴
U-21代表としてUEFA U-21欧州選手権2021に参加した。